# William Wingate
William Wingate, eigentlich Ronald Ivan Grbich, (* 1939 bei Johannesburg, Südafrika; † 28. August 2012 in Las Vegas, Nevada, Vereinigte Staaten) war ein südafrikanischer Jurist und Schriftsteller.

## Leben
William Wingate ist das Pseudonym des Südafrikaners Ronald Ivan Grbich, der nur wenig über sich preisgab. Bekannt ist immerhin, dass er sowohl Maschinenbau als auch Jura an der University of the Witwatersrand studierte. Danach arbeitete er als Grubeningenieur, dann als Journalist und schließlich als Rechtsanwalt in Johannesburg. Parallel zu seiner juristischen Tätigkeit schrieb er Politthriller, von denen zwischen 1977 und 1989 fünf veröffentlicht wurden. Die ersten vier zunächst im angloamerikanischen Sprachraum, ehe sie – mal kurz darauf, mal Jahre später – ins Deutsche übersetzt auch bei uns erschienen. Der fünfte, 1986 beendete, Roman  Hong Kong wurde von Verlegern abgelehnt, weil ihnen ethnische und sexualpraktische Zuordnungen nicht gefielen, und erschien deswegen nur unter dem Titel Verschollen in Hongkong im deutschen Sprachraum, wo alle fünf Thriller mehrere Taschenbuch-Auflagen erlebten. Erst 2011 war der nun mit Hong Kong, Let Candice Go! überschriebene letzte Roman auch in seiner Muttersprache als E-Book erhältlich.
Seine tiefgehenden Recherchen zu Geheimorganisationen, seien es staatliche Geheimdienste oder das organisierte Verbrechen, und die daraus gezogenen Erkenntnisse kamen nicht nur seinen Thrillern zugute, sondern wurden auch in einem Sachbuch namens The Don. How to Run a Mafia Family humorvoll dargelegt. Außerdem war er leidenschaftlicher Pokerspieler und verfasste ein als E-Book erhältliches Lehrwerk.
Hollywood sicherte sich die Rechte an der Verfilmung von Wingates drittem Roman Shotgun. Wingate war dem abgewandelten Ende des unter dem Titel Malone 1987 in den Kinos laufenden Films (mit Burt Reynolds in der Hauptrolle) zwar nicht zufrieden, aber durchaus mit der Vergütung, mit der er spekulierte und einen Gewinn erzielte, der es ihm ermöglichte, seinen Job zu kündigen. Die Frustration über die Nicht-Unterbringung seines Hong-Kong-Manuskriptes bei auf political correctness bedachten Verlagen ließ ihn jedoch kurz danach vom Schriftstellerdasein Abstand nehmen. So hat er – wie Kenner meinen – „unbegreiflicher Weise nie den verdienten Durchbruch zum internationalen Bestsellerautor geschafft“. Er lebte zuletzt in Las Vegas, wo er viele Jahre ein hoch geachtetes Mitglied des berühmten Spielclubs Bellagio Poker Room war.

## Stil
In allen fünf Büchern tritt derselbe Killer auf, der sich jedoch verschieden nennt. Sein eigentlicher Name ist Iwan Yazov, ein Oberst des bulgarischen Geheimdienstes und Mordauftragsempfänger des KGB, der zu den Amerikanern übergelaufen ist. „Er kennt weder Liebe noch Loyalität und ist nur an seinem Überleben und Lohn interessiert“, charakterisierte ihn Wingates Ullstein-Lektor. Ihn, den skrupellosen Killer, interessierten nicht die Auswirkungen seines Tuns, nur die reine Erledigung des Auftrags. „Eine interessante Figur, die Entfremdung als Autarkie definiert“, befand der Lektor.
Die Erzählweise ist temporeich und beinhaltet extreme und ausgeschmückte Gewalt- und Sexschilderungen, der Ton ist gelegentlich zynisch oder auch mal schwarzhumorig.
Wingate sei der „kaltblütigste“ unter den Politthriller-Autoren seiner Zeit, schrieb Michael Althen in der Süddeutschen Zeitung, „nicht ganz so penibel in der Planung wie Frederick Forsyth, aber ähnlich effektiv in der Exekution“. Er resümierte: „Ihre Spannung beziehen die Bücher aus den mechanischen Abläufen und der Achtsamkeit, die sie in jeder Sekunde von ihrem Personal fordern. Ihre perfide Faszination beziehen sie daraus, daß sich irgendwer irgendwo im falschen Moment irgendwelchen Illusionen hingibt. Diese allzumenschlichen Irrtümer legen die Weichteile der Konstruktion frei. Das schafft überhaupt erst den Kontrast, der einem bei Wingate den Atem raubt.“
Die Romane sind von der Realität inspiriert, entweder von speziellen Vorkommnissen wie einem U-Boot-Unfall der Sowjets (Feuerspiel) und durch den 1976er RAF/PLO-Terrorakt und dessen Niederschlagung durch die Operation Entebbe (Blutbad) oder von allgemeinen kriminellen Dunklelbereichen wie dem Mafiamilieu (Die Vergeltung des Fremden) und den Drogenvertriebskanälen (Crystal), für die Wingate an Originalschauplätzen exakte Recherchen durchgeführt hat.

## Werke

### Romane
- Feuerspiel. Roman (Originaltitel: Fireplay, 1977). Piper, München/Zürich 1978, ISBN 3-492-02345-2. (Auch: Droemer Knaur, München 1980, ISBN 3-426-00670-7.)
- Blutbad. Ein Polit-Thriller (Originaltitel: Bloodbath, 1978) (= Ullstein Taschenbuch; Nr. 10307; Ullstein-Krimi). Ullstein, Frankfurt/M./Berlin/Wien 1985, ISBN 3-548-10307-3.
- Die Vergeltung des Fremden (Britischer Titel: Hardacre’s Way, US-Titel: Shotgun, 1980) (= Ullstein Taschenbuch; Nr. 10166; Ullstein-Krimi). Ullstein, Berlin 1982, ISBN 3-548-10166-6. (Später u.d.T. Malone. Roman als Ullstein Taschenbuch; Nr. 23863. Ullstein, Frankfurt/M./Berlin 1996, ISBN 3-548-23863-7).
- Crystal (Originaltitel: Crystal, 1983) (= Ullstein Taschenbuch; Nr. 10274; Ullstein-Krimi). Ullstein, Frankfurt/M./Berlin/Wien 1984, ISBN 3-548-10274-3.
- Verschollen in Hongkong. Roman (Originaltitel: Hong Kong, 1986 [zunächst unveröffentlicht], auch: Hong Kong, Let Candice Go!) (= Ullstein Taschenbuch; Nr. 22069; Ullstein-Thriller). Ullstein, Frankfurt/M./Berlin 1989, ISBN 3-548-22069-X.

### Sachbücher
- The Don. How to Run a Mafia Family. Princely Publishers, [vor 2011] (2011 auch als E-Book).
- Wake up late, read This … Play Winning Poker before Noon, Kindle, 2011 (E-Book).

## Filmografie
- 1987: Malone – nach dem Roman Hardacre’s Way bzw. Shotgun, Regie: Harley Cokeliss, mit Burt Reynolds, Cynthia Gibb und Lauren Hutton